# مارکوس پرز خیمنز
مارکوس اوانجلیستا پرز خیمنز (اسپانیایی: Marcos Evangelista Pérez Jiménez‎؛ (زادهٔ ۲۵ آوریل ۱۹۱۴ – درگذشته ۲۰ سپتامبر ۲۰۰۱) یک نظامی و سیاستمدار اهل ونزوئلا بود.
او از ۲ دسامبر ۱۹۵۲ تا ۲۳ ژانویه ۱۹۵۸ رئیس‌جمهور ونزوئلا بود.